# Sycophila dubia
Sycophila dubia är en stekelart som först beskrevs av Walsh 1870.  Sycophila dubia ingår i släktet Sycophila och familjen kragglanssteklar. Inga underarter finns listade i Catalogue of Life.